# مایکل لوتز
مایکل لوتز (انگلیسی: Michael Lutz؛ زادهٔ ۲۵ ژانویهٔ ۱۹۸۲) بازیکن فوتبال اهل آلمان است.
از باشگاه‌هایی که در آن بازی کرده‌است می‌توان به باشگاه فوتبال اینگولشتات ۰۴ و باشگاه فوتبال آگسبورگ اشاره کرد.